# Mumolo (diplomata)
Mumolo (em latim: Mummolus) foi um oficial franco do século VI, ativo durante o reinado do rei Teodeberto I (r. 533–548). Em data desconhecida, segundo Gregório de Tours, foi enviado numa embaixada à corte imperial de Constantinopla, mas adoeceu na viagem e teve que parar em Patras, na Grécia, onde curou-se ao rezar para Santo André. Provavelmente pode ser identificado com o duque Mumoleno ativo em 539.